# Высокое (Марфовский сельсовет)
Высо́кое (до 1948 года Каялы́-Сарт; укр. Високе, крымскотат. Qayalı Sart, Къаялы Сарт) — исчезнувшее село в Ленинском районе Республики Крым, располагавшееся в центре района и Керченского полуострова, примерно в 2,5 км к западу от современного села Новосёловка.

## История
Первое документальное упоминание села встречается в Камеральном Описании Крыма… 1784 года, судя по которому, в последний период Крымского ханства Каялы Сарт входил в Орта Керченский кадылык Кефинского каймаканства. После присоединения Крыма к России (8) 19 апреля 1783 года, (8) 19 февраля 1784 года, именным указом Екатерины II сенату, на территории бывшего Крымского Ханства была образована Таврическая область и деревня была приписана к Левкопольскому, а после ликвидации в 1787 году Левкопольского — к Феодосийскому уезду Таврической области. Перед Русско-турецкой войной 1787—1791 годов производилось выселение крымских татар из прибрежных селений во внутренние районы полуострова, в ходе которого в Сарт было переселено 22 человека. В конце войны, 14 августа 1791 года всем было разрешено вернуться на место прежнего жительства. После Павловских реформ, с 1796 по 1802 год, входила в Акмечетский уезд Новороссийской губернии. По новому административному делению, после создания 8 (20) октября 1802 года Таврической губернии, Каялы-Сарт был включён в состав Кадыкелечинской волости Феодосийского уезда.
По Ведомости о числе селений, названиях оных, в них дворов… состоящих в Феодосийском уезде от 14 октября 1805 года , в деревне Каяли-Сарт числилось 12 дворов и 70 жителей. На военно-топографической карте генерал-майора Мухина 1817 года деревня Каялысарт обозначена с 13 дворами. После реформы волостного деления 1829 года Каялы-Сарт, согласно «Ведомости о казённых волостях Таврической губернии 1829 года», отнесли к Чалтемирской волости (переименованной из Кадыкелечинской). На карте 1836 года в деревне 13 дворов. На карте 1836 года в деревне 13 дворов. Видимо, вследствие эмиграции крымских татар в Турцию, деревня опустела и на карте 1842 года Каялы-Сарт обозначен условным знаком «малая деревня», то есть, менее 5 дворов.
В 1860-х годах, после земской реформы Александра II, деревню приписали к Сарайминской волости. Видимо, селение было вновь заселено и согласно «Списку населённых мест Таврической губернии по сведениям 1864 года», составленному по результатам VIII ревизии 1864 года, Каялы-Сарт — владельческая татарская деревня с 17 дворами, 98 жителями и мечетью при колодцах. По обследованиям профессора А. Н. Козловского начала 1860-х годов, в селении колодцы были глубиной 1—5 саженей (от 2 до 10 м), но в большинстве из них (около трёх четвертей) вода была «дурного качества». Также имелись ауты, которые высыхали в течение лета (Аут — небольшой пруд в степном Крыму, наполнявшийся дождевой и талой водой). На трёхверстовой карте Шуберта 1865—1876 года в деревне Каялы-Сарт обозначено 22 двора.
По «Памятной книге Таврической губернии 1889 года», по результатам Х ревизии 1887 года, в деревне Каялы-Сарт, уже Петровской волости, числилось 32 двора и 195 жителей. По «…Памятной книжке Таврической губернии на 1892 год» в безземельной деревне Коялы-Сарт, не входившей ни в одно сельское общество, числилось 103 жителя, домохозяйств не имеющих. По «…Памятной книжке Таврической губернии на 1902 год» в деревне Каялы-Сарт, входившей в Ташлыярское сельское общество, числилось 74 жителя в 15 домохозяйствах. По Статистическому справочнику Таврической губернии. Ч.II-я. Статистический очерк, выпуск пятый Феодосийский уезд, 1915 год, в деревне Каялы-Сарт (Шебетеевка) Петровской волости Феодосийского уезда числилось 20 дворов (2 двора с землёй, 18 — безземельные) с татарским населением в количестве 95 человек приписных жителей и 8 «посторонних», из которых 63 мужчины и 40 женщин. Жители владели 250 десятинами удобной земли. В хозяйствах имелось 92 лошади, 51 вол, 31 корова и 475 голов овец, свиней, или коз.
После установления в Крыму Советской власти, по постановлению Крымревкома, 25 декабря 1920 года был образован Керченский (степной) уезд, а, постановлением ревкома № 206 «Об изменении административных границ» от 8 января 1921 года была упразднена волостная система и село вошло в состав Петровского района Керченского уезда, а в 1922 году уезды получили название округов. 11 октября 1923 года, согласно постановлению ВЦИК, в административное деление Крымской АССР были внесены изменения, в результате которых округа были отменены, Петровский район упразднили, влив в Керченский район. Согласно Списку населённых пунктов Крымской АССР по Всесоюзной переписи 17 декабря 1926 года, в селе Каялы-Сарт, Кара-Сиджеутского сельсовета Керченского района, числилось 37 дворов, все крестьянские, население составляло 163 человека, из них 160 татар и 3 болгарина, действовала татарская школа I ступени (пятилетка). Постановлением ВЦИК «О реорганизации сети районов Крымской АССР» от 30 октября 1930 года (по другим сведениям 15 сентября 1931 года) Керченский район упразднили и село включили в состав Ленинского. На подробной карте РККА Керченского полуострова 1941 года в селе отмечено 27 двора.
В 1944 году, после освобождения Крыма от фашистов, согласно постановлению ГКО № 5859 от 11 мая 1944 года, 18 мая крымские татары были депортированы в Среднюю Азию. 12 августа 1944 года было принято постановление № ГОКО-6372с «О переселении колхозников в районы Крыма» и в сентябре того же года в район приехали первые новоселы 204 семьи из Тамбовской области, а в начале 1950-х годов последовала вторая волна переселенцев из различных областей Украины. С 25 июня 1946 года селение в составе Крымской области РСФСР. Указом Президиума Верховного Совета РСФСР от 18 мая 1948 года, Каялы-Сарт переименовали в Высокое. 26 апреля 1954 года Крымская область была передана из состава РСФСР в состав УССР. Исключено из учётных данных в 1964 году (согласно справочнику «Крымская область. Административно-территориальное деление на 1 января 1968 года» — в период с 1954 по 1968 год, как село Ленинского сельсовета). В настоящее время, территория, на которой располагалось село, относится к Марфовскому сельсовету.

### Динамика численности населения
| - 1805 год — 70 чел. - 1864 год — 98 чел. - 1889 год — 195 чел. - 1892 год — 103 чел. | - 1902 год — 74 чел. - 1915 год — 95/8 чел. - 1926 год — 163 чел. |